# Kenneth Gustafsson (fotbollsspelare)
För andra betydelser, se Kenneth Gustafsson.
Kenneth Olof Gustafsson, född 15 september 1983 i Björketorps församling, Härryda kommun, är en svensk före detta fotbollsspelare som spelade för Gais i Superettan och Allsvenskan. Han kom till Gais 2002 från IFK Hindås.
Gustafsson är sedan 2022 assisterande tränare till Fredrik Holmberg i Gais.

## Karriär
Gustafsson spelade i sin ungdomskarriär i IFK Hindås, men gick över till Gais 2002. Första säsongen spelade han åtta matcher, varav fem från start. Säsongen efter blev det spel i något fler matcher, 12 av seriematcherna och sedan två kvalmatcher där han var med om att spela upp Gais i Superettan. Säsongen 2004 etablerade han sig i startelvan och fick mycket matchtid av tränaren Roland Nilsson, totalt spelade han 28 av 30 matcher i Gais återkomst till Superettan. Året därpå avancerade Gais till allsvenskan efter en säsong med 14 spelade seriematcher och en kvalmatch för Gustafssons del.
Under en match mot AIK i maj 2006 drabbades Gustafsson av en infektion i benmärgen och blev tvungen att få specialistvård från USA. Detta resulterade i att han blev liggande på sjukhus i två och en halv vecka och fick ägna resten av säsongen åt rehabilitering. Säsongen 2007 var han dock tillbaka i startelvan och missade endast en seriematch och två träningsmatcher.
Efter säsongen 2015 slutade Gustafsson som spelare i Gais, delvis på grund av skadeproblematiken han drogs med under säsongen. Totalt spelade han 260 matcher för Gais, vilket gör att han efter säsongen 2018 intog plats nummer 9 på listan över de spelare som spelat flest matcher för Gais.
Parallellt med sin fotbollskarriär har Gustafsson studerat tre år på programmet industriell ekonomi vid Chalmers och vill slutföra utbildningen när han får tid.

### Tränarkarriär
I december 2015 blev det klart att Gustafsson skulle ta över det sportsliga ansvaret i Gais akademi, och han arbetade sedan med Gais akademi i olika former, från 2018 som akademichef. Han var tillfälligt assisterande tränare till Patrik Ingelsten både 2017, när Benjamin Westman sparkades, och 2019, när Bosko Orovic fick gå. 2022 blev han assisterande tränare till Fredrik Holmberg i Gais.